# Благодатный огонь (журнал)
«Благодатный огонь» — российский православный журнал, выходивший в 1997—2011 годах. Всего вышло 20 номеров с тиражом по 5 тысяч экземпляров. В настоящее время действует сайт журнала blagogon.ru.

## История
Журнал начал издаваться в 1998 году в качестве приложения к журналу «Москва» периодичностью два раза в год.
В редакционный совет журнала входили священнослужители, церковные публицисты и историки. В журнале имелись постоянные рубрики: «Церковь и современность», «История Церкви», «Духовная нива», «Богословие», «Православная проза», «Pax latina», «Из церковного наследия», «Книжное обозрение».
6 сентября 2009 года был создан официальный сайт журнала — blagogon.ru, который начал работать 12 декабря того же года.

## Закрытие печатной версии издания
13 сентября 2011 года Синодальный информационный отдел (СИНФО) Русской православной церкви принял решение: «изданию „Благодатный огонь“ отказать в выдаче грифа „Одобрено Синодальным информационным отделом“». Среди основных недостатков журнала «Благодатный огонь» коллегией СИНФО были выделены следующие: «практически каждый номер журнала содержит материалы, критикующие те явления церковной жизни, которые редакция и авторы журнала квалифицируют как „модернистские“ без явного к тому основания; тенденциозность и обвинение в экуменизме и обновленчестве лиц, в действительности не разделяющих приписываемые им взгляды; излишняя политизированность материалов, содержание которых напрямую противоречит официальной позиции священноначалия Русской Православной Церкви». Советник председателя Синодального информационного отдела Елена Жосул, объясняя принятое решение, отметила: «гриф СИНФО — это ведь не анафема и не пожизненная „ссылка“. Если „Благодатный огонь“ хочет вернуться на церковные прилавки, для него эта возможность открыта. Достаточно лишь сменить тактику и от наклеивания ярлыков перейти к спокойной дискуссии и внятной критике никем не отрицаемых проблем и спорных вопросов, возникающих в жизни Церкви». Сотрудник Синодального информационного отдела, заместитель главного редактора журнала «Фома» Владимир Гурболиков объяснил это решение: «Проблема с благословением у Благогня возникла не из-за их „неправильной“ идеологии — никогда и никто не озвучивал от имени Информотдела позицию, что критиковать и иметь своё мнение запрещается. Затык — в христианской и журналистской этике. Которую редактор наотрез отказывается соблюдать».
Редакция журнала отреагировала на это решение негативно, опубликовав 19 сентября 2011 года статью под названием «Зачистка информационного поля от любых возможностей несогласия с начавшимися церковными реформами: Синодальный информационный отдел отказал в выдаче грифа журналу „Благодатный Огонь“», в котором объявила о приостановке издания журнала. Главный редактор журнала Сергей Носенко в комментарии газете «Известия» отметил: «Информационный отдел придирался к словам: экуменизм, модернизм, обновленчество. Они считают эти термины недопустимыми, но можем ли мы сказать, что эти явления в нашей церковной жизни уже не существуют? Мы лучше закроем журнал, чем малограмотные эксперты из информационного отдела будут выискивать там блох». Сергей Носенко отметил, что редакция журнала не собирается уходить в раскол: «Мы поднимаем острые вопросы церковной жизни, которые другие издания поднимать боятся, но мы не оппозиция, мы остаёмся послушными Московской патриархии». Ксения Лученко в 2012 году отмечала, что у других консервативных православных СМИ не возникло проблем с получением грифа.
Положительно отказ в выдаче грифа восприняли протоиерей Андрей Дудченко (Украинская православная церковь), журналистка Ксения Лученко, публицист Кирилл Фролов. Раскритиковали это решение журналист Иван Семёнов, журналист Анатолий Степанов, протоиерей Константин Буфеев.

## Позиция журнала
По словам главного редактора журнала Сергея Носенко, журнал «Отличается апологетической направленностью. На страницах „Б. о.“ ведется полемика как с богословами и публицистами реформаторско-модернистского направления, так и с представителями правоэкстремистских и раскольнических взглядов».
Значительная часть материалов закрытого печатного журнала и современного интернет-издания посвящена критике «обновленчества» и «церковного модернизма», особенно непримиримо редакция журнала относится к использованию в богослужении русского языка вместо церковнославянского: в первую очередь это касается священника Георгия Кочеткова и его сторонников. Протоиерей Андрей Дудченко отмечал: «В „Благогне“ же направо и налево разбрасывались терминами „обновленец“, „модернист“, выдумали даже словечко „неообновленец“, чтобы клеймить им сторонников богословия оо. Александра Шмемана, Александра Меня или духовных чад отца Георгия Кочеткова. „Обновленец“ для редакции — любой сторонник поновления богослужебных текстов, литургического возрождения, или мало-мальски симпатизирующий западным христианам».
Критики подвергались те, кто «то под предлогом „миссионерских проектов“ пытается провести обновленческие реформы». Протодиакон Андрей Кураев отметил, что журнал «носит откровенно антимиссионерский характер, обращён только к людям очень церковным, причём одной партии». Так, в марте 2020 года издание призвало «православных верующих» воздержаться от посещения храмов, «где паремии, Апостол и Евангелие читаются по-русски, или где всё богослужение проводится на русском языке». 21 декабря 2023 года в «обновленчестве» и «идеологической диверсии» был обвинён и патриарх Кирилл за то, что поднял вопрос о допустимости совершения литургии иерейским чином с отверстыми царскими вратами, а также одобрил чтение Апостола и Евангелия на русском языке.
Редакция журнала отрицательно относилась к старообрядчеству: «Агрессивные нападки на старообрядцев — ещё одна черта журнала: снятие в 1971 году анафем на старые обряды редакция считает противоречащим учению святых отцов».
Редакция журнала отрицательно относилась к имяславию, считая это ересью.
Редакция журнала отрицательно относилась к Католической церкви. В журнале публиковались материалы с критикой католической экспансии на постсоветском пространстве. Отрицательно оценивался Второй Ватиканский собор, который критиковался за модернистские реформы.
В издании публиковались материалы с критикой эволюционизма с креационистских позиций. Духовным попечителем журнала является миссионерско-просветительский центр «Шестодневъ».
В издании критиковалось учение о временности мучений грешников в аду, известное как апокатастасис, а также его наиболее известные апологеты — профессор Московской духовной академии Алексей Осипов и митрополит Иларион (Алфеев).
В издании критиковалось ересь царебожия, под которой понималось уподобление земного царя, а именно святого императора Николая II, Самому Христу Богу.
В издании публиковались статьи в защиту чудесного происхождения богоданного огня, который сходит на Пасху в Иерусалиме, критиковались попытки диакона Андрея Кураева поставить это под сомнение.
Несмотря на декларируемую консервативную церковную позицию, в апреле-мае 2020 года интернет-издание отметилось поддержкой спорных фресок со Сталиным и Владимиром Путиным (и другими политическими деятелями) в строящемся Главном храме Вооруженных Сил России. Противников фресок издание резко раскритиковало, клеймя либералами, монархистами и раскольниками.
Редакция сайта горячо поддержала военное вторжение на Украину вплоть до призывов лишать сана священников, которые это вторжение раскритиковали. В 2022 году большинство публикаций на сайте было посвящено военно-политической, а не религиозной тематике.
По мнению Ксении Лученко, журнал относится к православному фундаментализму.